# درخشنده‌های باله‌ابریشمی
درخشنده‌های باله‌ابریشمی (نام علمی: Cyprinella) نام یک سرده از تیره کپورماهیان است.